# Wulukesayi Xiang
Wulukesayi Xiang (kinesiska: 乌鲁克萨依乡, 乌鲁克萨依) är en socken i Kina. Den ligger i den autonoma regionen Xinjiang, i den nordvästra delen av landet, omkring 1 000 kilometer sydväst om regionhuvudstaden Ürümqi. Antalet invånare är 4 587. Befolkningen består av 2 284 kvinnor och 2 303 män. Barn under 15 år utgör 21,0 %, vuxna 15-64 år 72 %, och äldre över 65 år 5,0 %.
Genomsnittlig årsnederbörd är 126 millimeter. Den regnigaste månaden är juni, med i genomsnitt 28 mm nederbörd, och den torraste är november, med 2 mm nederbörd.